# Chionea alexandriana
Chionea alexandriana är en tvåvingeart som beskrevs av Garrett 1922. Chionea alexandriana ingår i släktet Chionea och familjen småharkrankar. Inga underarter finns listade i Catalogue of Life.